# إنريكي خوان ميدينا رودريغيز
إنريكي خوان ميدينا رودريغيز (بالإسبانية: Enrique Juan Medina Rodríguez)‏ (25 سبتمبر 1967 بسانتا كروث دي تينيريفه في إسبانيا - ) هو مدرب كرة قدم ولاعب كرة قدم إسباني في مركز الدفاع. شارك مع منتخب إسبانيا تحت 18 سنة لكرة القدم. أما مع النوادي، فقد لعب مع نادي إيركوليس ونادي تينيريفي ونادي ساباديل ونادي غرناطة ونادي أتلتيكو ماربيا ‏.

## وصلات خارجية
- إنريكي خوان ميدينا رودريغيز على موقع قاعدة بيانات كرة القدم.إي يو (الإنجليزية)